# 艾青 (奥地利)
艾青是奥地利上奥地利州因克赖斯地区里德县的一个市镇。总面积8.6平方公里，总人口725人，人口密度84.3人/平方公里（2005年）。